# Kamphelikopter
Kamphelikoptere er militærhelikoptere, der er skræddersyet til at nedkæmpe pansertropper. Kamphelikoptere er bygget til at modstå beskydning og er svært bevæbnede.
Almindelige helikoptere med tillægspanser og panserværnsmissiler som Fennec, betegnes som "panserværnshelikoptere".
Den amerikanske hær opdagede tidligt i Vietnamkrigen at deres støjende Bell UH-1 Iroquois troppetransporthelikoptere var nemme mål for vietnamesiske Viet Cong-partisaner med Kalasjnikov-automatrifler. Som en nødløsning blev nogle af dem bevæbnet med fremadrettede maskingeværer og ustyrede raketter samt skytter. Dette gjorde dem dog for langsomme i forhold til de rene troppetransporthelikoptere.
De første Bell AH-1 Cobra kamphelikoptere havde samme hovedrotor, hale og Avco Lycoming T53 turboskaftmotor som UH-1, men piloten og skytten sad i tandem, så kroppen var væsentlig smallere. Det gjorde den sværere at ramme forfra og mindskede luftmodstanden. Skytten fjernstyrede et hagetårn med en 7,62 mm gatling og en 40 mm granatkaster, frem for at skulle læne sig ud af UH-1's sidedøre. AH-1 havde anbragt våbenlasten på stubvinger, der bidrog til opdriften. Alt i alt var AH-1 hurtigere, og mere manøvredygtig, end UH-1.
De første sovjetiske kamphelikoptere som Mil Mi-24 'Hind' var væsentlig større end de amerikanske AH-1. Det skyldtes at de skulle kunne medtage en gruppe på otte soldater i kabinen. Mi-24 er løst bygget på transporthelikopteren Mil Mi-8 'Hip', dog med kraftigere motorer, en smallere krop og mere pansring. Oprindeligt var besætningen på tre mand; pilot, navigatør og skytte, men tidligt blev det amerikanske koncept med pilot og skytte i tandem kopieret – sammen med det fjernstyrede hagetårn i stedet for et manuelt 12,7 mm maskingevær. Senere sovjetiske kamphelikoptere er gået bort fra at kunne transportere soldater internt.

## Den Iransk-irakiske Krig
202 iranske Bell AH-1J SeaCobra indkøbt under Shahen og irakiske Mil Mi-25 Hind-D (eksportversion af Mi-24) fra Sovjetunionen udkæmpede de første luftdueller mellem kamphelikoptere under Iran-Irak-krigen 1980-88. Ligesom 1. verdenskrigs jagerpiloter skrev lærebogen om luftkamp mellem fastvingefly, skrev irakiske og iranske helikopterpiloter lærebogen om luftkamp mellem helikoptere. Helikopterne anvendte improviserede panserværnsmissiler og kanonild med stort held.

## 2. generation
2. generations-kamphelikoptere som AH-64 Apache har en udvidet skadestolerance. Vitale komponenter er enten overdimensioneret til at modstå beskydning eller designet til at virke, selvom de er beskadigede. AH-64 kan flyve videre i en halv time efter at hovedgearkassen har mistet al olien, rotorbladene kan bære flere timer efter at de er blevet gennemhullede, motorerne er anbragt i naceller udenpå kroppen så selvom den ene motor eksploderer, vil den anden motor være beskyttet.
Helikopterne er mindre aerodynamiske, med kasseformede cockpitter. Bobleformede cockpitvinduer reflekterer sollys i alle vinkler, mens flade vinduer kun reflekteres i få vinkler. Det er også nemmere at fremstille "skudsikre" vinduer i flade former. Halerotoren på AH-64 består af to dobbeltbladede rotorer, hvor vinklerne mellem de fire rotorblade er uens. Det minimerer støjen sammenlignet med en firebladet rotor.
Den elektroniske udvikling har anbragt gyrostabiliserede sensorer i næsen eller på taget af militærhelikoptere. Natkikkerter og infrarøde kikkerter bruges til at gennemføre missioner i mørke og dårligt vejr, mens lasertaggere dirigerer missiler mod målet. Sensorerne kan også være anbragt i en mast ovenpå rotorhovedet.

## 3. generation
3. generations-kamphelikoptere er stealth-helikoptere. RAH-66 Commanches våben er, bortset fra gatlingen, anbragt i nogle rum, der først åbnes kort før affyringen. Commanche kan påmonteres EFAMS (Enhanced Fuel-Armament Management Subsystem), som er nogle ekstra stubvinger, der tillader en større våbenlast og/eller brændstofmængde, men som kompromitterer stealth-effekten. Et optrækkeligt landingsstel anvendes normalt af aerodynamiske grunde, men Commanches radarsilhuet ville forøges af et fast landingsstel.
Commanche har en mere robust og mindre støjende halerotor kaldet Fantail.

## Kamphelikoptere
- Agusta A129 Mangusta
- Bell AH-1 Cobra
- AH-64 Apache
- Atlas CSH-2 Rooivalk
- Eurocopter Tiger /
- Kamov Ka-50 'Hokum' /
- Mil Mi-24 'Hind'
- Mil Mi-28 'Havoc' /

## Pansring
Tykke panserplader vil være for tunge til helikoptere. I stedet for anvendes der keramiske plader af fx borkarbid, der får projektiler til at splintres, og kevlar-tæpper der opfanger fragmenterne. Besætningen er omgivet af dette panser, der også anvendes ved sårbare motordele. I alt er der 1.130 kg skudsikkert materiale på en AH-64.

## Beskyttelse mod varmesøgende missiler
Alle helikopterpiloters skræk er de små skulderaffyrede, varmesøgende missiler som Stinger. Derfor kan udstødningen dækkes af en særlig afskærmning, der blander den varme udstødningsgas med kold luft og sender udstødningen opad, for at nedsætte den infrarøde stråling. Diskotekskugle-agtige IRCM-apparater (Infra-Red CounterMeasures) består af en elektrisk varmekilde, der er omgivet af adskillige felter, der skal forvirre missilernes søgehoveder. Endelig kan der også affyres flares, til at lokke missilerne væk fra helikopteren.

## Bevæbning
Panserværns- og kamphelikopteres primære våben er panserværnsmissiler. De kan være trådstyrede som TOW, HOT, radiostyrede som AT-6 Spiral, eller laserstyrede som Hellfire og AT-16 Scallion. Alle kamphelikoptere har indbyggede, fjernstyrede maskingeværer eller maskinkanoner, og kan påmonteres ekstra skyts. Derudover kan der medbringes beholdere med ustyrede raketter, der ikke er særligt præcise, men har en stor ildkraft. Kamphelikopteres sekundære mål er helikoptere (og evt. fastvingefly) i luften, og til det kan der medføres varmesøgende missiler som Mistral og Stinger. Kamphelikoptere er også forsøgt markedsført mod tertiære mål som skibe, især med indførelsen af radar i fx Apache Longbow. Harpoon- eller Penguinbevæbnede Sea Apaches skulle fra fregatter beskytte flådestyrker mod angreb fra søen. Admiraler foretrækker dog skibsbaserede helikoptere, der også kan anvendes som antiubåds- og redningshelikoptere.